# Lioudvig Tchibirov
Lioudvig Alekseïevitch Tchibirov (né le 19 novembre 1932 à Tskhinvali), parfois écrit Ludwig Tchibirov, est un homme politique d’Ossétie du Sud.

## Biographie
Il fut le président du parlement (1993-1996), faisant office de chef d’État, dans cette petite république caucasienne en sécession avec la Géorgie depuis la chute de l'URSS et le premier président de cette république (1996-2001), non reconnue internationalement.
Il fut battu à l'élection présidentielle de 2001 par Edouard Kokoïty.
L’Ossétie du Sud a vu son indépendance reconnue en 2008 par la Russie.

## Note
1. ↑  En ossète : Цыбырты Алексейы фырт Людвиг / Tsybyrty Alekseï fyrt Lioudvig ;
en géorgien : ლუდვიგ ალექსის ძე ჩიბიროვი / Loudvig Aleksis dze Tchibirovi ;
en russe : Людвиг Алексеевич Чибиров / Lioudvig Alekseïevitch Tchibirov.
La forme russe de son nom est la plus couramment employée dans les sources internationales.

## Sources
- Traduction partielle de Wikipédia en allemand.